# Gustaf Robert Dahlander

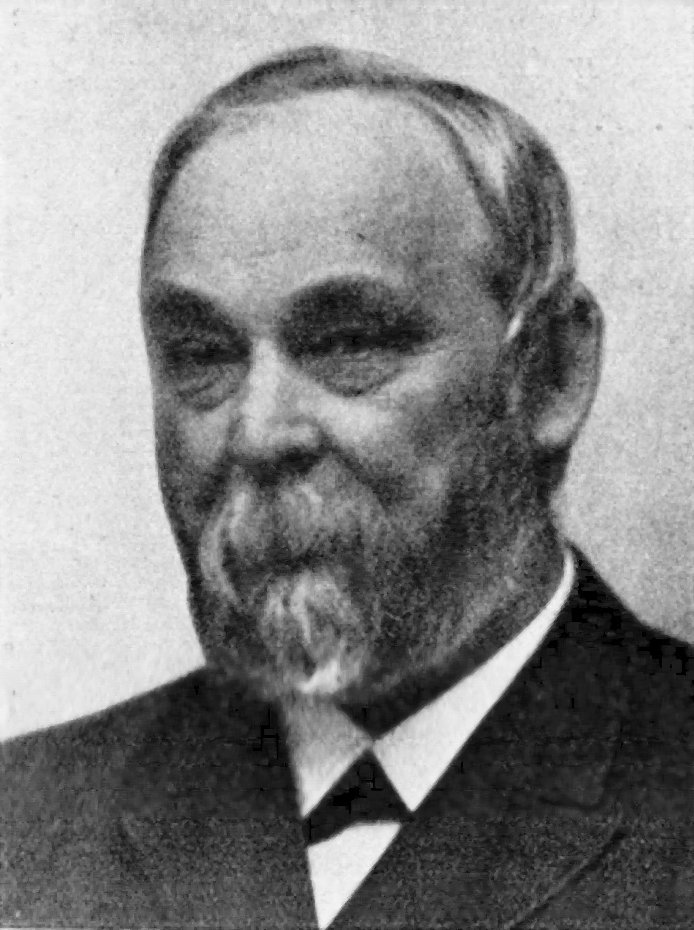
Gustaf Robert Dahlander

Gustaf Robert Dahlander (* 7. Juni 1834 in Göteborg; † 27. September 1903 in Stockholm) war ein schwedischer Ingenieur und Physiker und von 1890 bis 1902 Direktor des Königlichen Instituts für Technologie.

## Leben
Dahlander studierte an der Technischen Hochschule Chalmers in Göteborg und dem Skepp Byggeri Institutet in Karlskrona und schloss 1852 als Schiffsbauer ab. 1856 machte er seinen Master of Science am Högre artilleriläroverket in Marieberg, wurde danach engagiert als Lehrer der Technischen Hochschule Chalmers und 1862 zum außerordentlichen Professor an der Chalmers ernannt. Im Jahr 1870 wurde er Professor für Theoretische und Angewandte Physik am Technologischen Institut. Ab 1860 war er Mitglied der Kungliga Vetenskaps- och Vitterhetssamhället i Göteborg und ab der Königlich Schwedischen Akademie der Wissenschaften. 1893 wurde er als Ehrendoktor der Universität Uppsala ausgezeichnet.
Sowohl in Göteborg und in Stockholm hatte Dahlander mehrere wichtige Aufgaben für den Staat und Gemeinde. So war er später Mitglied des Ausschusses für die Organisation der technischen Ausbildung (1872–1876). Dahlander trug zur Sanierung und Entwicklung der technischen Ausbildung in Schweden bei. Darüber hinaus wirkte er bei der Organisation der städtischen Wasserwerke mit und der Entwicklung des Elektrizitäts- und Telefonnetzes in Stockholm. Von 1883 bis 1902 war Dahlander Mitglied und Vorsitzender des Verwaltungsrates der Königlich Technischen Hochschule in Stockholm.
Von 1890 bis 1902 war Dahlander Acting Rector des Royal Institute of Technology (RIT). Ein großer Fortschritt für Elektrotechnik und Schiffbau in der Entwicklungsgeschichte waren die Einführungen von Kollegien (KTH). Kollegien (KHT) hatten wechselnde Zulassungskriterien, wobei Abitur verpflichtend für reguläre Studierende geworden ist. KTH bewirkte die Schaffung von physikalischen und elektro-technischen Laboren und den Ausbau ihrer Organisation Werkstoffprüfung.
Dahlander wurde 1899 aus Eigeninitiative ein Professor in angewandter Physik und ein Professor in der Elektrotechnik. Er wurde damit zum ersten „Royal Institute of Technology“- Professor in einem elektro-technischen Thema und gilt als Begründer des Gebietes an der KTH.
Dahlander war auch ein Wirtschaftsjournalist. Die Akademie der Wissenschaften veröffentlichte Dokumente, Annalen der Physik und Chemie Dahlanders und andere Zeitschriften veröffentlichten seine besonderen Studien über Determinantentheorie, die geometrische Theorie der Beschleunigung, Lichtbeugung, die mechanische Wärmetheorie, Sicherheitsfaktor, Kühlkörper in Flüssigkeiten.
1859–1866 war er Redakteur der ersten technischen schwedischen Zeitschrift, Zeitschrift für Technik und angewandtes Lernen. Dahlander verfasste zahlreiche Artikel in der Mechanik der Nordisk familjebok. Unter der Unterschrift „Dr. Dahlander“ unternahm er zahlreiche Auslandsreisen für wissenschaftliche und technische Zwecke, einschließlich 1865–1866 als „Fellow Letterstedt“ von der Akademie der Wissenschaften und 1873 und 1877 für die schwedische Regierung.
Er war der Vater von Robert Dahlander.

## Veröffentlichungen (Auswahl)
- Inledning till maskinläran
- Problem och öfningar i fysik
- Elektricitetens nyaste framsteg på teknikens område
- Elektriciteten och dess förnämsta tekniska tillämpningar
- Lärobok i fysik för högre läroverk och för själfstudium
- Om den tekniska undervisningen i några af Europas länder

| Personendaten    | Personendaten                       |
| ---------------- | ----------------------------------- |
| NAME             | Dahlander, Gustaf Robert            |
| KURZBESCHREIBUNG | schwedischer Ingenieur und Physiker |
| GEBURTSDATUM     | 7. Juni 1834                        |
| GEBURTSORT       | Göteborg                            |
| STERBEDATUM      | 27. September 1903                  |
| STERBEORT        | Stockholm                           |